# La Mulâtresse Solitude
Pour l’article homonyme, voir Solitude (vers 1772-1802).
La Mulâtresse Solitude est un roman d'André Schwarz-Bart, paru le 1er février 1972 aux éditions du Seuil. Il s'inspire de la vie de l'esclave guadeloupéenne Solitude.

## Résumé
Le livre est découpé en deux parties, Bayangumay et Solitude, suivies d'un épilogue.
La première partie narre la naissance, la jeunesse, le mariage de la Diola Bayangumay, jusqu'à ce qu'elle soit victime de la traite intra-africaine ; emmenée à Gorée, elle est contrainte de quitter l'Afrique pour la Guadeloupe. Dans la deuxième partie, Bayangumay a donné naissance à une mulâtresse, Rosalie dite « Deux-Ames », issue d'un viol dans le bateau qui l'emmenait aux Antilles, et que sa mère rejette et finit par abandonner pour rejoindre d'autres marrons.
Le récit suit le parcours de Solitude (c'est ainsi que Rosalie s'est elle-même renommée) depuis son rôle de « cocotte » dans sa petite enfance, sa période « zombi-cornes » durant laquelle elle est un être égaré que son âme a abandonné, vendue de plantation en plantation dans toute la Guadeloupe, puis de son propre marronnage sur les hauteurs de la Petite Rivière à Goyave et de la Soufrière – où elle fait la rencontre et tombe sous le charme du Moudongue Sanga – à son ralliement auprès des troupes de Louis Delgrès. Il s'inspire en partie des rares éléments connus de la vie de Solitude, incluant des événements historiques, comme l'abolition de l'esclavage puis son rétablissement par Napoléon Bonaparte.

## Confusion à propos du titre
La Mulâtresse Solitude est à l'origine le titre de ce qui devait être un cycle romanesque qu'André devait écrire avec son épouse Simone Schwarz-Bart, dont Un plat de porc aux bananes vertes devait être le premier titre. Ce cycle s'achèvera en fait avec le roman homonyme, écrit par André Schwarz-Bart seul. De fait, la base de données WorldCat recense La Mulâtresse Solitude – Un plat de porc aux bananes vertes (OCLC 491639528) mais également La Mulâtresse Solitude (OCLC 463237708), les deux attribués aux deux auteurs, quand d'autres semblent considérer qu'il s'agit d'un sous-titre, en écrivant Un plat de porc aux bananes vertes : la mulâtresse Solitude.

## Adaptation
Une comédie musicale, intitulée Solitude la marronne, a été adaptée du roman.

## Éditions et traductions
- Éditions du Seuil, coll. « Cadre rouge », 1972  (ISBN 9782020011723)
- Le Livre de poche, 1979 (ASIN B00BK49IGW).
- Éditions Points, no P302, 1996  (ISBN 978-2020301084) ; rééd. 2015  (ISBN 978-2757850404)
- André Schwarz-Bart, La Mulâtresse Solitude, Paris, Éditions des femmes, coll. « La Bibliothèque des voix », 4 novembre 2016 (EAN 3328140021646, BNF 45162768)Narratrice : Guila Clara Kessous ; support : 1 disque compact audio MP3 ; durée : 4 h 6 min 31 s. Prélude au saxophone par Jacques Schwarz-Bart.

Le roman est traduit dans plusieurs langues :
- (en) A Woman Named Solitude (1973, trad. Ralph Manheim) ;
- (es) La Mulata Soledad (1973, trad. Jacinto-Luis Guereña) ;
- (it) La mulata (1973, trad. Augusto Donaudy) ;
- (de) Die Mulattin Solitude (1975, trad. Eva et Gerhard Schewe) ;
- (nl) Mulattin Solitude (2002, trad. Eveline van Hemert).